# Enicospilus tenuigena
Enicospilus tenuigena là một loài tò vò trong họ Ichneumonidae.